# 발해국기
《발해국기》(渤海國記)는 당나라의 장건장이 저술한 발해의 역사서이다.

## 개요
장건장(張建章:806~866)은 중산(中山) 북평(北平) 출생으로, 당나라의 유주종사로 근무했던 인물이며 833년 발해에 1년간 머물렀다. 당으로 귀국한 후에는 견문한 것을 토대로 834년에 저술한 발해 견문록으로, 발해의 풍속·관품·궁전 등에 대해 기록하였다. 현존하지 않으며, 《신당서(新唐書)》 《송사(宋史)》 《통지예문략(通志藝文略)》등에 이 책의 서명과 인용된 내용이 전한다.
책은 총 3권으로 알려져 있으며《신당서(新唐書)》, 《숭문총목(崇文總目)》,《옥해(玉海)》에서 발해를 이야기하면서 한 구절만 간략하게 인용되었다고 기록되어 있으나 전문은 전해지지 않는다.
《신당서》 <발해전(渤海傳)>에 이 책을 근거로 발해의 역대 국왕의 시호·연호·관제·지리·교통·물산 등에 대한 내용을 수록하고 있어서 그 일부 내용을 복원할 수 있다. 즉, 전국에 5경 15부 62주가 있으며, 숙신(肅愼)의 옛 땅을 상경(上京)으로 삼아 용천부(龍泉府)로 했다는 기사 등은 이 책을 인용한 것이다. 또한 외부인(중국인)이 바라본 한국이라는 점에서 고려도경이나 신라국기와 비슷한 성격의 책이라 볼 수 있다.